# Malegia arabica
Malegia arabica là một loài bọ cánh cứng trong họ Chrysomelidae, một loài bọ lá của Ả Rập Xê Út. Loài này được Daccordi miêu tả khoa học năm 1979.